# 9052 Уланд
9052 Уланд (9052 Uhland) — астероїд головного поясу, відкритий 30 жовтня 1991 року.
Тіссеранів параметр щодо Юпітера — 3,463.
Названо на честь Людвіга Уланда (нім. Ludwig Uhland, 1787-1862) — німецького поета.